# Чубар (дегестан, Талеш)
Чубар (перс. چوبر) — дегестан в Ірані, у бахші Хавік, в шагрестані Талеш остану Ґілян. За даними перепису 2006 року, його населення становило 16429 осіб, які проживали у складі 3700 сімей.

## Населені пункти
До складу дегестану входять такі населені пункти:
- Анові
- Анун
- Балажіє
- Бала-Махале-Чубар
- Бахш-е-Хаяті
- Вале-Чул
- Ваністан
- Візне
- Восі
- Ґеруф
- Дарвар-Махале
- Дераз-Ґері
- Дуагіл
- Дудадег
- Єйлак-е-Візне
- Занде-Кеш
- Ілкуфі
- Ірне
- Каре-Дашт
- Кархан-Махале
- Качум-Махале
- Каш-Біл
- Когне-Хаят
- Кух-е-Бон
- Ламір
- Лензі
- Лішкі
- Ляляке-Махале
- Масджед-е-Кабакі
- Мескін
- Мотала-Сара
- Мотла-Дешт
- Мохаррум-Зуме
- Накале-Кеш
- Новдег
- Паласі
- Року
- Рудбар-Сара
- Сардаб-Гуні
- Сефід-Санґан
- Сугаджар
- Тахте-Пурі
- Хадж-Ядале-Махале
- Халадж-Лар
- Халхальян
- Хіле-Сара
- Худкар-Махале
- Чале-Біджар
- Шад-Ґальді-Махале
- Шолокун